# Avenida Alvear

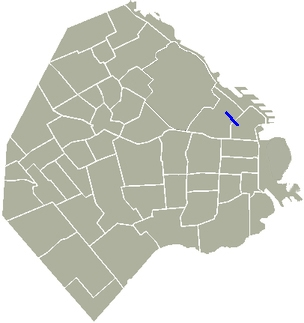
Lage der Avenida Alvear in Buenos Aires

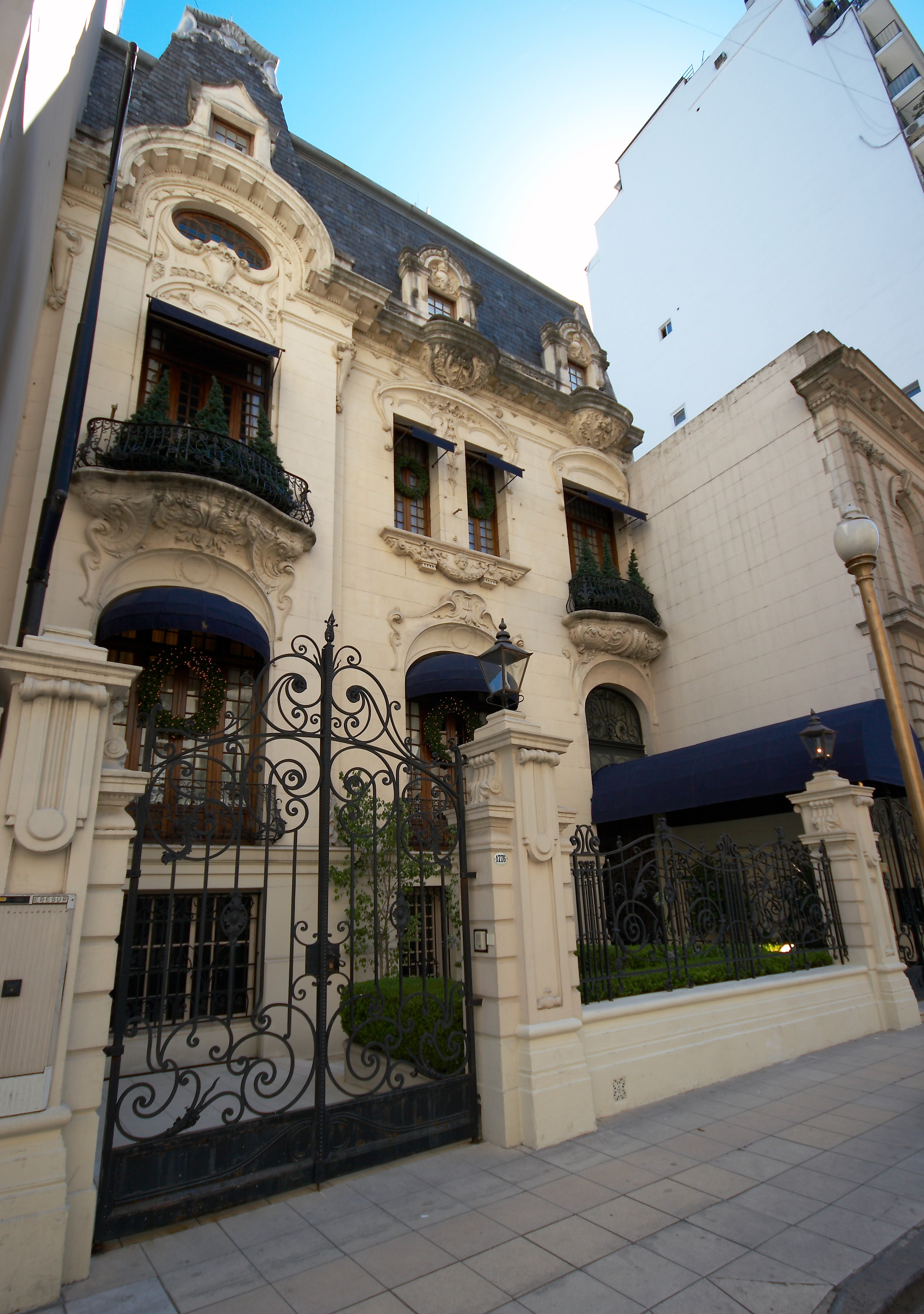
Gebäude auf der Avenida Alvear

Die Avenida Alvear ist eine Geschäftsstraße im Stadtteil Recoleta in der argentinischen Hauptstadt Buenos Aires.

## Beschreibung
Die Avenida Alvear erstreckt sich über sieben Blöcke (ein Block entspricht ca. 110 Metern) von der Plazoleta Carlos Pellegrini zur Plaza Alvear. Die Straße ist nicht nur bekannt für ihre teuren Geschäfte, sondern auch für die palastartigen Gebäude im französischen Baustil, der am Anfang des 20. Jahrhunderts sehr beliebt bei der argentinischen Oberschicht war.
Der Bau der Avenida Alvear begann 1885 auf Initiative des Bürgermeisters Torcuato de Alvear, der wegen seiner städtebaulichen Projekte nach dem Muster von Baron Haussmann in Paris in Erinnerung geblieben ist. Der Palacio Ortiz Basualdo (heute Sitz der französischen Botschaft) und der Palacio Pereda (brasilianische Botschaft) sind die bekanntesten Beispiele der „Belle-Epoque“-Architektur entlang der Straße. Weitere bekannte Gebäude sind u. a. der Palacio Duhau (heute ein Park Hyatt Hotel), der benachbarte Palacio Fernández Anchorena (Botschaft des Vatikans) und das  Alvear Palace Hotel von 1932.
Zu den Designerboutiquen auf der Avenida Alvear gehören Armani, Valentino, Hermes, Louis Vuitton und Ermenegildo Zegna.
Die Straße endet im Norden am Friedhof La Recoleta.